# Museu de Marinha

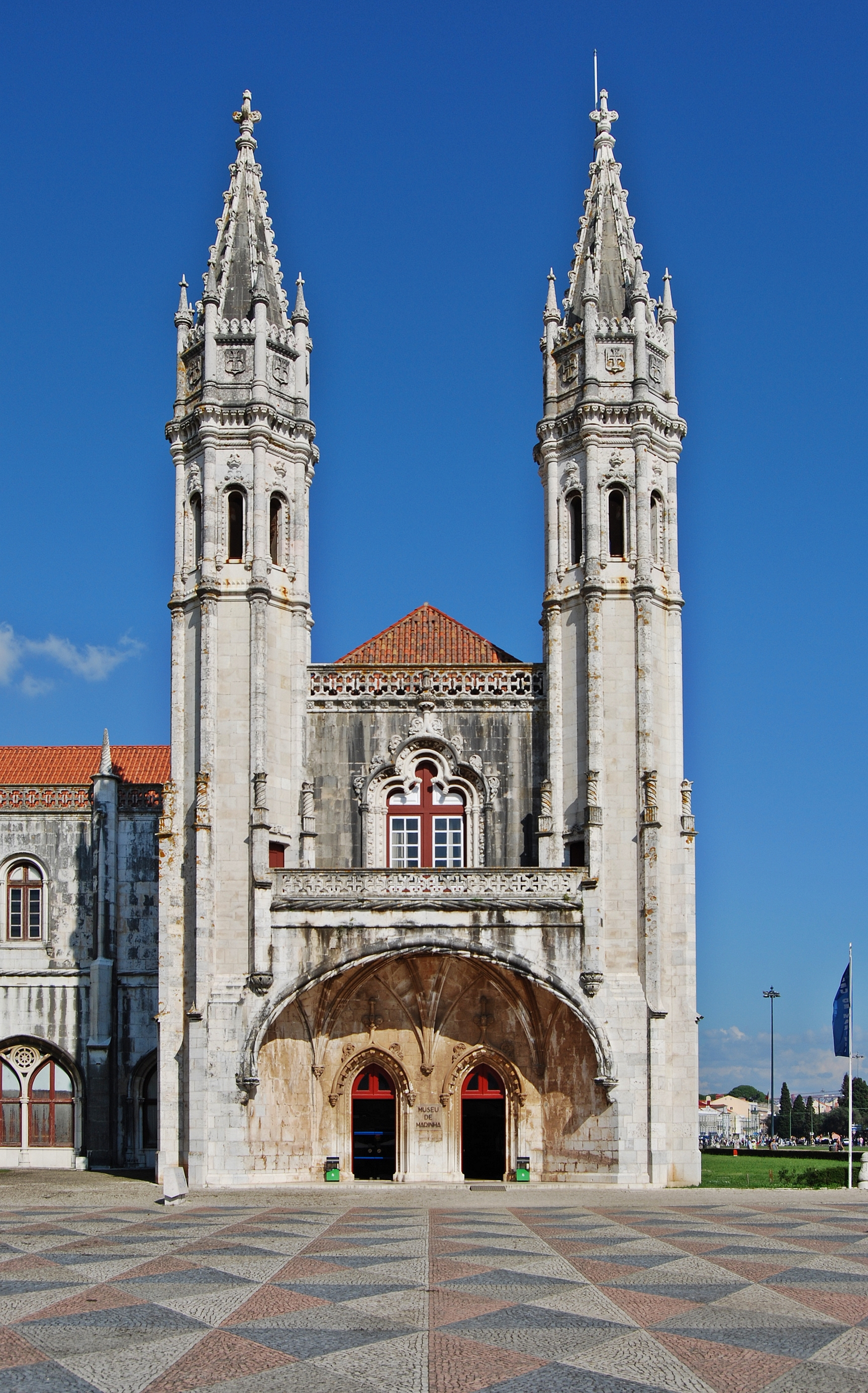
Eingang des Museums (2014)

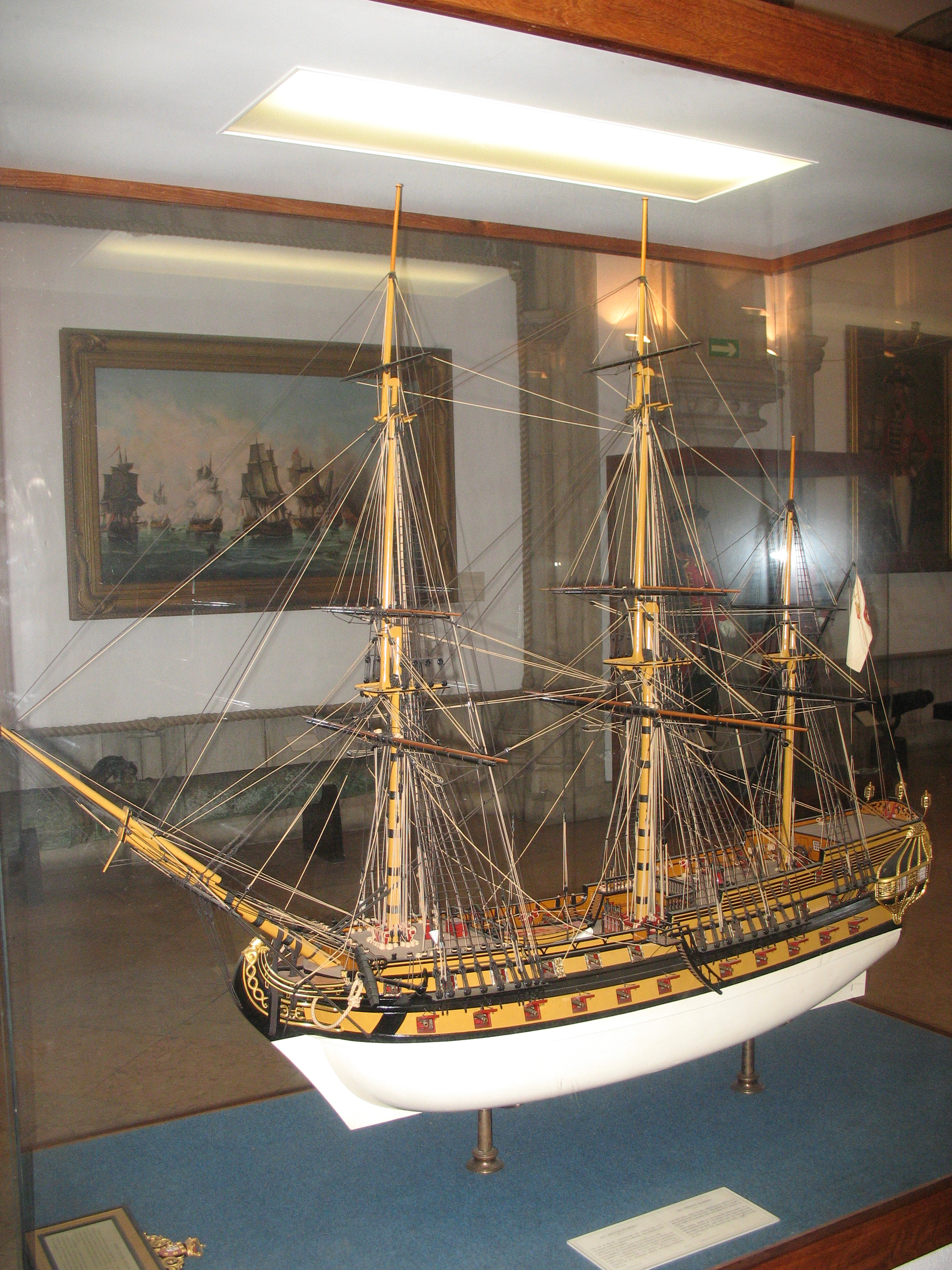
Schiffsmodell im Museu de Marinha (2006)

Das Museu de Marinha (deutsch: Marinemuseum) ist ein Museum im Stadtteil Belém in Lissabon (Portugal).
Es befindet sich in einem Teil des Westflügels des Mosteiro dos Jerónimos (deutsch: Hieronymitenkloster), zusammen mit dem Museu Nacional de Arqueologia und in einem modernen Erweiterungsbau im Norden des Klosters. Das Museum wird von der portugiesischen Marine verwaltet. Es ist eines der meistbesuchten Museen Portugals.
Im Museum ausgestellt sind historische Gemälde, Navigationsinstrumente und viele Modelle von Schiffen, die seit dem 15. Jahrhundert in Portugal verwendet wurden. In der modernen Bootshalle (Pavilhão das Galeotas) sind u. a. originale Holzboote zu sehen, darunter die Bergantim Real (königliche Barge) aber auch Fischerboote. Gezeigt werden auch einige alte Flugboote und Wasserflugzeuge sowie historische Werft-Feuerwehrfahrzeuge.

## Geschichte
Die Geschichte des Museums ist stark verbunden mit König Luís I. (1838–1889), einem Liebhaber von ozeanografischen Studien, der selbst Navigator war und als einziger König Portugals jemals selbst ein Schiff kommandiert hatte. Er gründete im Jahre 1863 eine Sammlung von Gegenständen, die mit der maritimen Geschichte von Portugal zusammenhängen. 1916 wurden bei einem Brand in der Sala do Risco ein Großteil der Schiffsmodelle zerstört.
1947 übernahm Jaime do Inso die Leitung des Museums. Er integrierte die Sammlung von Schiffsmodellen, die der Privatmann Henrique Monfroy de Seixas aufgebaut hatte und nach seinem Tod Ende 1947 an das Museum vermachte. Bedingung war, dass die komplette Sammlung, die in seinem Heim neun Zimmer füllte, innerhalb von drei Monaten in das Museum überführt wurde. Nach Freigabe des Finanzministeriums wurde die Sammlung provisorisch im Palast des Conde de Farrobo untergebracht.
Zu Beginn der 1950er war das Museum Teil der Marineschule in der Rua do Arsenal und der dortigen Marinebibliothek angegliedert. Große Teile waren aber auch im Sala do Risco und im Palácio das Laranjeiras untergebracht. 1956 begann Inso, obwohl er 1950 bereits in den Ruhestand versetzt worden war, mit den Planungen, die Sammlung unter einem Dach zusammenzuführen. 1959 erhielt Inso den Titel des Museumsdirektors. Schließlich wurde das Museu de Marinha im August 1962 in seinen heutigen Räumen feierlich eröffnet.

## Beschriebene Exponate
- Bergantim Real (Prunkbarkasse)
- Galeota Grande (Prunkbarkasse)